# جمال عامر
جمال عامر صحفي يمني. وهو رئيس تحرير جريدة الوسط الأسبوعية التي أسسها عام 2004. تنشر «الوسط» بشكل متكرر تقارير تنتقد الحكومة، مستشهدة بالمنظمات الدولية لحقوق الإنسان. وهو الآن وزيراً للخارجية اليمنيه وشؤون المغتربين 

## خلفية
قبل عام 2004، عمل عامر كصحفي في جريدة الوحدوي الأسبوعية. وأسفرت تقاريره عن إدانات «بالإضرار بالمصلحة العامة»، و«الإساءة إلى الملك فهد عاهل المملكة العربية السعودية»، و«الإضرار بالعلاقات بين السعودية واليمن». في عام 2000، أوقفته إحدى المحاكم من العمل كصحفي بسبب إهانته المملكة العربية السعودية.

## اختطافه
في عام 2005، نشرت صحيفة الوسط سلسلة من المقالات تنتقد فساد الحكومة، بما في ذلك مقال عن المسؤولين الحكوميين الذين أرسلوا أطفالاً إلى دول حليفة للدراسة على الرغم من منع الرئيس علي عبد الله صالح ذلك الأمر. في 25 أغسطس، اختطف عامر خارج منزله في صنعاء من قبل أربعة رجال في سيارة تحمل لوحات ترخيص عسكرية. عصبوا عينيه واقتادوه إلى الجبال وضربوه وأمروه بالتوقف عن الكتابة عن المسؤولين الحكوميين قبل إطلاق سراحه. رغم أن عامر قدم شكوى، ورد أن السلطات لم تتخذ أي إجراء بشأن القضية.
إلى جانب عمليات السطو على مكاتب وكالة أسوشيتيد برس وصحيفة أخرى، أدى الحادث إلى تأسيس «تحالف المجتمع المدني للدفاع عن الحقوق والحريات» بقيادة صحفيين يمنيين للدفاع عن حقوقهم وحمايتهم. على الصعيد الدولي، أدان المعهد الدولي للصحافة ومقره النمسا الحادث، ووصفه بأنه «صورة مقلقة للأساليب المتنوعة المستخدمة لإسكات الأصوات الناقدة في الصحافة اليمنية»، وكذلك أدانت مراسلون بلا حدود -ومقرها فرنسا- الحادث ووصفته بأنه «تذكير بأنه لا يزال من الصعب للغاية العمل كصحفي مستقل في هذا البلد». كما أصدرت منظمة العفو الدولية بياناً تعبر فيه عن قلقها. في العام التالي، منحت لجنة حماية الصحفيين ومقرها الولايات المتحدة عامر جائزتها الدولية لحرية الصحافة، والتي تكرم الصحفيين الذين «يظهرون الشجاعة في الدفاع عن حرية الصحافة على الرغم من تعرضهم للاعتداءات أو التهديدات أو السجن».

## أنشطة لاحقة
واصل عامر تحرير الوسط. في عام 2008، حاولت وزارة الإعلام إلغاء ترخيص الصحيفة، وعللت ذلك بأن الوسط «تقوّض الوحدة الوطنية، وتثير الانقسامات الدينية، وتضر بالعلاقات مع دول الجوار». ألغت المحكمة القرار، مما سمح للصحيفة بمواصلة النشر.
في عام 2010، حُكم على مراسلته أنيسة محمد علي عثمان غيابيًا بالسجن لمدة عام بتهمة إهانة الرئيس بعد أن كتبت مقالين عن الفساد السياسي. غرم عامر 10,000 ريال (50 دولاراً)، ووصف عقوبة سجن أنيسة عثمان بأنها «قاسية وغير قانونية».